# Thông diễn học
Thông diễn học, thuyên thích học hay thuyên thích luận là lý thuyết và phương pháp giải thích, đặc biệt là giải thích các bản văn Thánh kinh, Ngụ ngôn, và văn bản triết học. Nó bắt đầu như là một lý thuyết giải thích văn bản, nhưng sau đó đã được mở rộng cho những câu hỏi về việc giải thích nói chung.
Thông diễn học ban đầu được áp dụng cho việc giải thích, hoặc chú giải Thánh Kinh. Các thuật ngữ "thông diễn" ("hermeneutics") và "chú giải" ("exegesis") đôi khi được dùng thay thế cho nhau. Thông diễn học là một môn học rộng hơn trong đó bao gồm văn bản, lời nói, và phi ngôn ngữ  truyền thông. Chú giải tập trung chủ yếu vào văn bản.
Thông diễn học hiện đại bao gồm cả giao tiếp bằng lời và không lời  cũng như ký hiệu học, giả định, và sự tiền hiểu biết. Thông diễn học đã được áp dụng rộng rãi trong các bộ môn khoa học nhân văn, đặc biệt là trong luật pháp, lịch sử và thần học.